# Église Saint-Jean-Baptiste de Harju-Jaani
L’église Saint-Jean-Baptite (estonien : Ristija Johannese kirik) est un édifice religieux luthérienne située à Raasiku dans la  commune de Raasiku du comté de Harju, en Estonie.